# Нахичевань (нефтегазовое месторождение)
Нахичевань (азерб. Naxçıvan) — нефтегазовое месторождение в Азербайджане в Каспийском море.

## Сведения о месторождении
Месторождение расположено в 90 километрах к югу от столицы Азербайджана Баку, на глубине 400–600 метров.
Нахчыванское месторождение было открыто в 1960 году. К бурению оно было подготовлено в 1994 году. В 1997 году ExxonMobil и Государственная нефтяная компания Азербайджанской Республики (SOCAR) подписали контракт на разведку месторождения; однако позже этот контракт был расторгнут из-за отсутствия значительных резервов.
10 марта 2010 года стало известно, что немецкая нефтяная компания RWE Dea подписала с SOCAR меморандум о разработке месторождения.
По предварительным оценкам правительства, Нахчыванское месторождение может содержать до 300 миллиардов кубометров природного газа и 40 миллионов тонн природного газового конденсата.